# Hieroglyphen-Scheckenkäfer

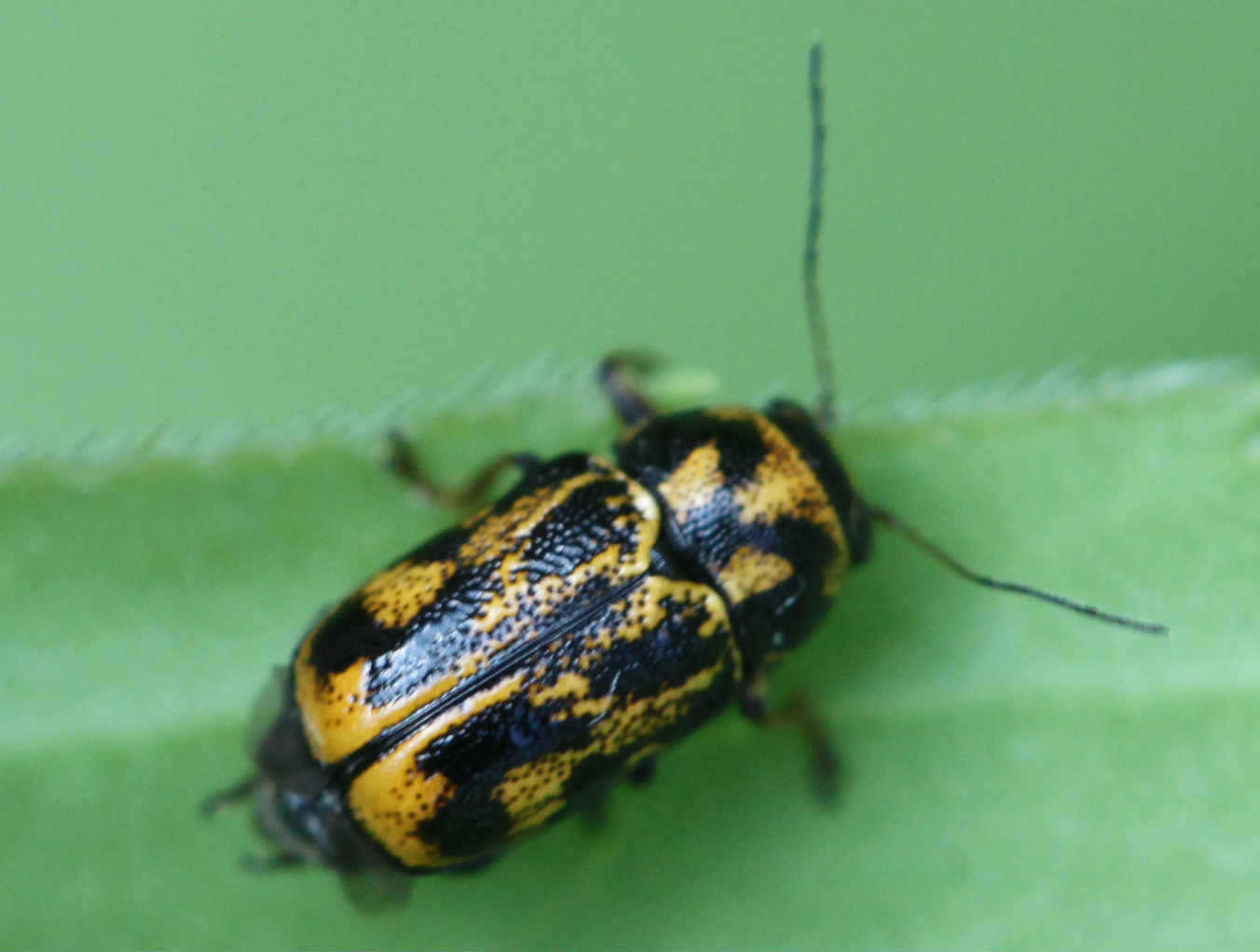
Pachybrachis cf. hieroglyphicus – Dorsalansicht

Der Hieroglyphen-Scheckenkäfer (Pachybrachis hieroglyphicus) ist ein Käfer aus der Familie der Blattkäfer (Chrysomelidae).

## Merkmale
Die Käfer werden 3 bis 4,5 Millimeter lang und haben einen gedrungenen Körperbau. Der Körper hat eine gelbe Grundfarbe und ist auffällig schwarz gemustert. Auf dem Halsschild befindet sich ein M-förmiger Fleck, auf den Deckflügeln jeweils fünf langgezogene Flecken, die auch ineinanderfließen können bzw. so stark ausgeprägt sein können, dass die Deckflügel überwiegend schwarz gefärbt sind. Darüber hinaus sind beide Körperteile fein schwarz punktiert, die Punkte der Deckflügel sind aber deutlich dunkler. Die Fühler sind am Ansatz gelb, an der Spitze dunkel gefärbt. Ihre Beine sind rotbraun, teilweise mit dunklen und gelben Partien. 

### Ähnliche Arten
- Pachybrachis suturalis

## Vorkommen
Die Tiere kommen in weiten Teilen Europas, östlich bis in den Westen Sibiriens vor. Sie fehlen im hohen Norden und auf den Britischen Inseln. Sie kommen im Norden eher selten vor. Man findet sie von Mai bis Juli auf feuchten Wiesen und an Bachläufen. Sie sitzen auf Weiden, vor allem auf Silber-Weiden (Salix alba).